# Asociación del Arte de Imprimir de Madrid
Asociación del Arte de Imprimir de Madrid fou una organització sindical de tipògrafs que s'organitzaren al marge de la FRE de l'AIT a Madrid el novembre de 1871. El 1873 s'hi afilià Pablo Iglesias que havia participat en la formació de la Nueva Federación Madrileña escindint-se de la FRE de l'AIT. També en formaren part Antonio García Quejido i Matías Gómez Latorre. L'any 1879 els dirigents d'aquesta associació fundarien el PSOE.